# Peter Ölvecký
Peter Ölvecky, född 11 oktober 1985 i Nové Zámky, Slovakien, är en slovakisk professionell ishockeyforward som spelar för HC Vítkovice Steel i Extraliga, Tjeckien.
Han har tidigare spelat för bland annat Minnesota Wild i NHL. Ölvecký valdes som 78:e spelare totalt av Minnesota Wild i NHL-draften 2004.

## Klubbar
| Klubb                | Tidsperiod        |
| -------------------- | ----------------- |
| HC Dukla Trenčín     | Moderklubb – 2005 |
| Houston Aeros        | 2005 – 2009       |
| Minnesota Wild       | 2008 – 2009       |
| Milwaukee Admirals   | 2009 – 2010       |
| Manitoba Moose       | 2010              |
| HC Dukla Trenčín     | 2010 – 2011       |
| KalPa                | 2011              |
| HC Lev Poprad        | 2011              |
| Växjö Lakers         | 2011 – 2012       |
| HC Slovan Bratislava | 2012 – 2015       |
| HC Dukla Trenčín     | 2015              |
| HC Vítkovice Steel   | 2015 –            |